# Masahito Ono
Masahito Ono (japanisch 小野 雅史 Ono Masahito; * 9. August 1996 in der Präfektur Niigata) ist ein japanischer Fußballspieler.

## Karriere
Ono erlernte das Fußballspielen in der Jugendmannschaft von Omiya Ardija und der Universitätsmannschaft der Meiji-Universität. Seinen ersten Vertrag unterschrieb er 2019 bei Omiya Ardija. Der Verein spielte in der zweithöchsten Liga des Landes, der J2 League. Für Omiya bestritt er 107 Zweitligaspiele. Im Februar 2023 nahm ihn der ebenfalls in der zweiten Liga spielende Montedio Yamagata unter Vertrag. Für den Verein aus Yamagate bestritt er 39 Ligaspiele. Nach einer Saison wechselte er im Januar 2024 zum Erstligisten Nagoya Grampus.